# オラシオ・アカバリョ
オラシオ・アカバリョ（Horacio Accavallo、1934年10月14日 - 2022年9月13日）は、アルゼンチンのプロボクサー。本名はオラシオ・エンリケ・アカバリョ（Horacio Enrique Accavallo）。ブエノスアイレス州出身。元WBA・WBC世界フライ級王者。

## 来歴
1956年9月21日、プロデビュー。
1958年10月12日、後の世界フライ級王者サルバトーレ・ブルニと対戦し、8回判定勝ち。1959年8月1日にブルニと再戦し、10回判定負けでキャリア初黒星となった（26勝1敗5分）。
1961年7月1日、アルゼンチンフライ級王座を獲得。同年10月7日には南米フライ級王座を獲得した。
1965年8月7日、WBA・WBC世界フライ級王者サルバトーレ・ブルニとノンタイトル10回戦で対戦し、10回判定勝ち。
同年11月1日にWBA、同18日にはWBCが、ブルニが世界1位海老原博幸の挑戦に応じない事を理由に、ブルニの世界フライ級王座を剥奪した。
当初、海老原と世界2位アカバリョで空位の王座決定戦を行うことになったが、海老原が拳を負傷したため、中止となった。
1966年3月1日、74戦目での世界王座初挑戦となった、空位のWBA・WBC世界フライ級王座決定戦で世界3位高山勝義と対戦し、15回判定勝ちでWBA・WBC統一世界王座を獲得した。
1966年7月15日、初防衛戦で海老原博幸と対戦し、15回判定勝ちで初防衛に成功した。なお海老原は試合前のスパーリングで左目上を負傷して、アカバリョも風邪をひくなどで試合が一週間延期される事態があった。
1966年12月10日、2度目の防衛戦でアラクラン・トーレスと対戦し、15回判定勝ちで2度目の防衛に成功した。
1967年2月21日、ノンタイトル10回戦で田辺清と対戦し、6回TKO負け。1959年にブルニに喫して以来の2敗目であった。
アカバリョと田辺の再戦が世界タイトルマッチとして行われることになったが、田辺が眼疾を発症（※後に網膜剥離と判明）したため、中止となった。
1967年8月12日、3度目の防衛戦で海老原博幸と再戦し、15回判定勝ちで3度目の防衛に成功した。これが最後の試合となった。
1968年10月2日、WBA・WBC統一世界王座を返上し、引退した。

## 獲得タイトル
- WBA世界フライ級王座（防衛3度）
- WBC世界フライ級王座[2][3][4][5][6][7]（防衛3度）